# Wielki Meczet w Dżenne
Wielki Meczet (fr. Grande mosquée de Djenné) – meczet w Dżenne w środkowym Mali, największa gliniana budowla sakralna i największy wolno stojący budynek z cegły suszonej na świecie - jego powierzchnia wynosi 75 x 75 m (5.625 m²). Budowlę tę uważa się za najważniejsze osiągnięcie sudańsko-sahelskiej architektury. Meczet zalicza się do najbardziej znanych budowli w Afryce i został w 1988 roku wraz z zabytkowym centrum Dżenne wpisany na listę światowego dziedzictwa UNESCO.

## Historia

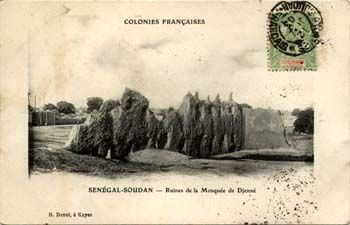
Ruiny meczetu w Dżenne, zdjęcie z początku XX wieku

Najstarszy budynek meczetu w Dżenne został wzniesiony między 1180 a 1330 rokiem. Z zapisków imama As-Sa'adiego z 1620 roku wynika, że w 1180 roku władca Koi Kunboro oficjalnie przyjął islam. Po tym wydarzeniu przekazał swój pałac wiernym i kazał przebudować go na Wielki Meczet. Jego potomkowie wznieśli jeszcze wieże i mury, tak więc obecnie za datę założenia meczetu najczęściej uznaje się rok 1240.
W 1834 roku Seku Amadu, założyciel państwa Fulan w środkowym biegu Nigru, kazał zniszczyć sześćsetletni wówczas budynek, ponieważ uważał powstały z pałacu meczet za zbyt luksusowy i urządzony ze zbytnim przepychem. Do naszych czasów z pierwotnego budynku zachowała się jedynie część z grobami dawnych afrykańskich władców. Drugi meczet zbudowano na miejscu starego w 1896 roku, jednak był on dużo skromniejszy. Później jednak rozbudowano go, tak aby wielkością i wyglądem przypominał dawną świątynię. Budowa obecnego Wielkiego Meczetu rozpoczęła się w 1906 roku, a zakończono ją prawdopodobnie w 1907 lub 1909 roku. Dżenne było wówczas częścią Francuskiej Afryki Zachodniej i jest możliwe, że Francuzi wspierali politycznie i ekonomicznie wznoszenie meczetu i położonej obok medresy.
Współcześnie do wielu meczetów w Mali doprowadzono elektryczność i zainstalowano w nich urządzenia sanitarne. W wielu wypadkach zniszczono przez to wygląd i strukturalną spójność budynków. Wielki Meczet w Dżenne został wprawdzie wyposażony w system głośników, mieszkańcy miasta jak dotąd skutecznie sprzeciwiają się jednak modernizacji całego budynku. Współcześnie meczet zamknięty jest dla nie-muzułmanów po incydencie ze zorganizowaniem na jego dachu i w pomieszczeniach modlitewnych sesji fotograficznej dla producentów odzieży. Co roku społeczność Dżenne prowadzi prace konserwacyjne meczetu zapobiegające dalszej erozji poprzez pokrywanie ścian zewnętrznych błotem.

## Budynek

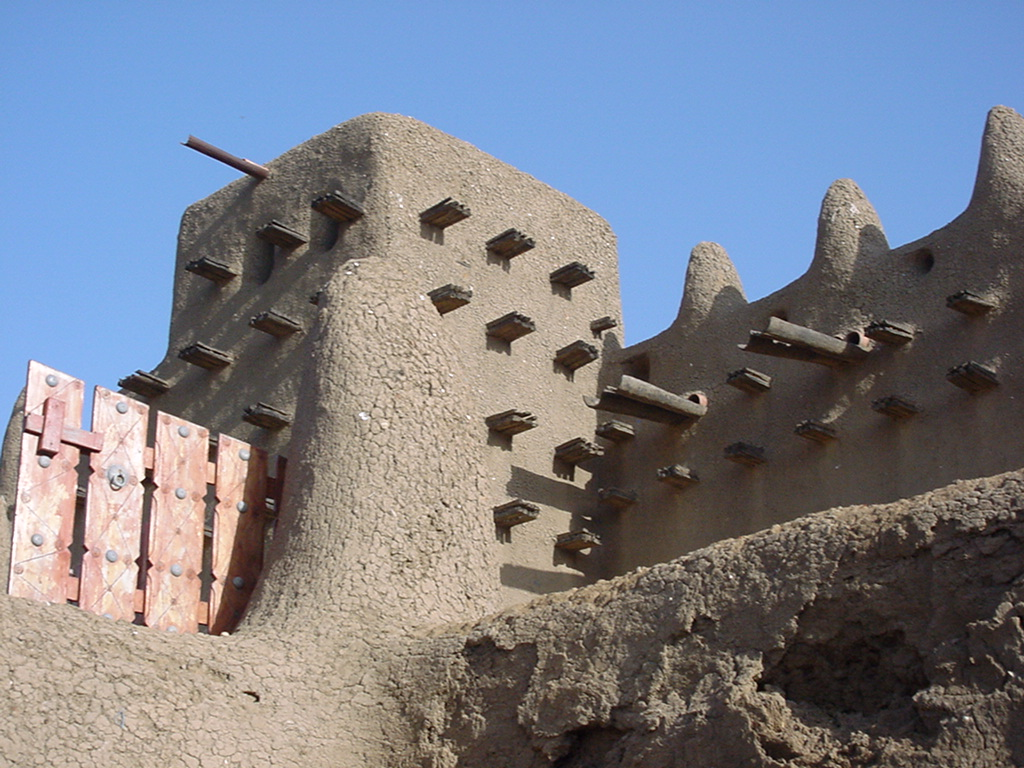
Palmowe bale stabilizują ściany meczetu i służą jako rusztowanie podczas napraw

Ściany Wielkiego Meczetu zbudowane są z suszonych na słońcu glinianych cegieł, nazywanych ferej. W zależności od wysokości murów grubość ścian waha się od 41 do 61 cm. Wmontowane w mury bale palmowe pomagają uniknąć pęknięć na ścianach spowodowanych częstymi dużymi zmianami temperatury i wilgotności. Bale te wystają z murów i służą za rusztowanie w czasie napraw.
Gliniane ściany chronią wnętrze budynku przed upałem, same jednak rozgrzewają się w ciągu dnia na tyle, że trzymają ciepło także w nocy. Dzięki wystającym ze ścian ceramicznym korytom woda deszczowa nie ścieka po ścianach, co byłoby fatalne w skutkach dla glinianego budynku. Ustawienie ściany modlitewnej Wielkiego Meczetu w Dżenne umożliwia muzułmanom zwrócenie się w czasie modłów na wschód ku Mekce (zob. kibla). Przed ścianą położone jest główne targowisko miasta. Nad nią górują natomiast trzy duże minarety i osiemnaście małych kopuł. Na dach każdego minaretu prowadzą wewnętrzne spiralne schody. Sam dach ma formę stożka, zwieńczonego kształtem strusiego jaja.
Dachem przykryty jest właściwy budynek meczetu, podczas gdy pozostałe części kompleksu mają postać otwartej hali modlitewnej. Dach we wnętrzu budynku podparty jest dziewięćdziesięcioma drewnianymi słupami. Kiedy powietrze wewnątrz meczetu za bardzo się nagrzeje, zdejmowane są ceramiczne cegły zasłaniające otwory wentylacyjne w dachu (jest ich ponad 100). Drugie miejsce modlitw położone jest na dziedzińcu za zadaszoną częścią meczetu. Od północy, południa i zachodu dziedziniec ten otaczają ściany z arkadami, od wschodu znajduje się zadaszony meczet. Miejsca starcza tu dla ponad 2000 osób.
Największym zmartwieniem budowniczych meczetu były szkody powodowane przez wodę, szczególnie przez podmywanie. Coroczne wylewy rzeki Bani sprawiają, że Dżenne staje się wyspą, a podtapiane bywają nawet niektóre części miasta. Z tego też powodu meczet zbudowano na podwyższeniu o powierzchni 5625 m². Jak dotąd nawet największe wylewy oszczędziły meczet.

## Znaczenie kulturowe

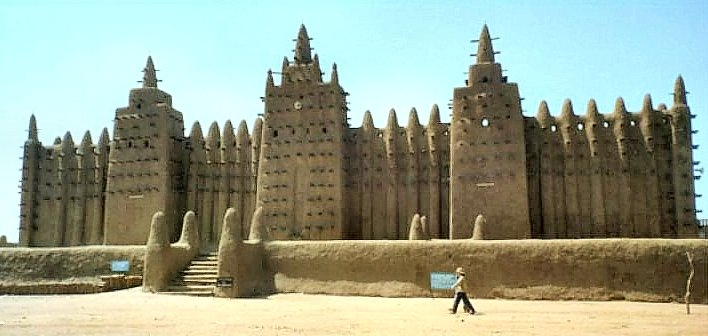
Wielki Meczet w Dżenne

W czasie corocznego święta mieszkańcy Dżenne wspólnie naprawiają szkody spowodowane w meczecie przez wodę podczas pory deszczowej. Przy muzyce i dobrym jedzeniu poprawiają oni pęknięcia w murach, powstałe na skutek wahań wilgotności powietrza i temperatur.
Na kilka dni przed świętem przygotowuje się gładź glinianą potrzebną do napraw. Materiał należy rozrabiać przez wiele dni. Zadanie to przypada w udziale chłopcom, którzy bawią się w gładzi i w ten sposób ją rozrabiają. Kobiety i dziewczęta noszą wodę, która potrzebna jest do tego procesu, a także później, kiedy mężczyźni pracują na rusztowaniach.
Święto rozpoczyna się od wyścigów mężczyzn, którzy przenoszą gładź do meczetu. Wspinają się tam na rusztowanie w bali palmowych, wpuszczonych w ścianę, i rozsmarowują gładź na powierzchni murów. Pracami kierują członkowie cechu murarskiego. Starsi członkowie wspólnoty, którzy wielokrotnie uczestniczyli już w dorocznym święcie, siedzą na honorowym miejscu na targowisku i obserwują przebieg święta.
W średniowieczu Wielki Meczet w Dżenne był jednym z najważniejszych ośrodków islamu. Tysiące uczniów studiowało Koran w tutejszej medresie. Mimo że w Mali istnieje wiele meczetów, starszych od obecnego budynku świątyni w Dżenne, meczet ten pozostaje jednym z najważniejszych symboli miasta i kraju.